# Давидян, Харатон
Харатон Давидян (перс. هاراطون داویدیان‎, англ. Haraton Davidian; 2 марта 1927, Тебриз, Иран — 21 ноября 2017, Тегеран, Иран) — иранский учёный-психиатр, доктор медицинских наук, профессор, почётный член Академии медицинских наук Исламской Республики Иран. Основоположник психиатрии в Иране.

## Биография
Харатон Давидян родился в 2 марта 1927 года в Тебризе (по другим данным в Тегеране). После завершения начального и среднего образования в родном городе он отправился в Тегеран для получения университетского образования и изучал медицину в Тегеранском университете. Получив докторскую степень по медицине, он уехал за границу, чтобы специализироваться в области психиатрии, обучаясь и проводя исследования в престижных университетах Европы и США.
Вернувшись на родину и начав академическую карьеру, он занимал различные должности в сфере образования, включая должность доцента и заведующего кафедрой психиатрии. В 1968 году он был повышен до профессора психиатрических заболеваний на медицинском факультете Тегеранского университета.
В Тегеранском университете не было психиатрического отделения до 1950 года. Однако в том же году усилиями доктора Хоссейна Резаи это отделение было создано в больнице имама Хомейни, а в следующем году оно было переведено в больницу Рузбех. Доктор Давидян работал первым ассистентом психиатра в этой больнице под руководством таких профессоров, как доктор Резаи и доктор Мирсепасси. При поддержке тогдашнего декана медицинского факультета доктора Мохаммада Али Хафизи, Харатон Давидян основал отделение трудотерапии в больнице Рузбех и возглавил его.
В 1971 году он был избран почётным членом учредительного комитета Королевского колледжа психиатров в Англии и с 1970 по 1991 год занимал должность эксперта по психическому здоровью во Всемирной организации здравоохранения. С 1971 по 1983 год он был членом международного комитета Всемирной психиатрической ассоциации, а с 1978 по 1985 год — членом этического комитета этой ассоциации.
За выдающиеся научные и исследовательские достижения, ценные заслуги перед психиатрическим сообществом и активное участие в создании и расширении образовательных и научных учреждений в стране профессор Давидян в 1998 году был избран почётным членом Академии медицинских наук Исламской Республики Иран.
В 1999 году он был также выбран Всемирной психиатрической ассоциацией в качестве одного из пяти «Пионеров психиатрии». Также был одним из основателей Иранской психиатрической ассоциации и возглавлял её с момента основания в 1996 году.
Его работы в различных областях психиатрии, включая психотерапию, клиническую психиатрию и историю психиатрии, используются как важные и достоверные ресурсы в университетах и научных центрах Ирана и по всему миру.
Давидян также сыграл роль в создании и развитии психиатрических лечебных центров и больниц в Иране. Благодаря его усилиям в Тегеране и других городах Ирана были созданы современные и хорошо оборудованные психиатрические центры, что значительно улучшило психиатрические лечебные услуги в стране.

### Общественная деятельность
Давидян, наряду со своей научной деятельностью, никогда не оставлял без внимания проблемы армянской общины Ирана. Он является одним из основателей Ассоциации армянских академиков, Ассоциации армянских врачей Ирана и больницы Хайрие. Он работал на различных должностях, в том числе главой центрального попечительского совета армянских школ Тегерана, главой генерального собрания представителей армянской общины и главой Совета Халифата.
В 2007 году, одновременно с поездкой тогдашнего президента Армении Роберта Кочаряна в Иран, Давидян был удостоен научной премии имени Мхитара Гераци правительством Республики Армения.